# Phryssonotus chilensis
Phryssonotus chilensis är en mångfotingart som först beskrevs av Filippo Silvestri 1948.  Phryssonotus chilensis ingår i släktet Phryssonotus och familjen Synxenidae. Inga underarter finns listade i Catalogue of Life.